# Маріоля Абкович
Маріола Абковіч (народилася в 1964 році у Вроцлаві) — бібліотекарка (випускниця Вроцлавського університету), караїмська експертка та активістка караїмської громади у Польщі.
Викладачка в Інституті сходознавства (Департамент мовної політики та досліджень меншин) Університету ім. Адама Міцкевича у Познані. До 31 грудня 2019 року вона була завідуючкою бібліотекою лікарняно-стоматологічного факультету Вроцлавського медичного університету та викладачкою кафедри азійських студій (кафедра івриту, арамеїстики та караїмських досліджень) Університету Адама Міцкевича. З 1997 року голова Асоціації польських караїмів, членкиня правління Фонду Караїмської спадщини та голова Правління Фонду Kalejdoskop Kultur [Архівовано 3 червня 2021 у Wayback Machine.], головна редакторка квартального журналу Awazymyz, промоутерка історії, культури та мови польських караїмів, в тому числі як редакторка низки книжкових видань, присвячених цим питанням, виданих видавництвом «Bitik».
З 2009 року — голова Угоди про співпрацю неурядових організацій, суб'єктів та осіб з питань національних та етнічних меншин «Калейдоскоп культур» [Архівовано 3 червня 2021 у Wayback Machine.] . Маріоля є членом Спільної комісії уряду та національних та етнічних меншин. У 2011 році вона була нагороджена Срібним хрестом за заслуги; у 2017 році Золотим Хрестом За заслуги, у 2018 році Золотим Знаком Товариства ентузіастів Вроцлава, у 2019 році медаллю проф. Тадеуша Щенсного Овінського. Вона живе у Вроцлаві. Маріоля є онукою хаззана Рафаеля Абковича (1896—1992).

## Вибрані публікації
- Główne zasady doktrynalne religii karaimskiej. W: Karaimi, Dubiński A., Śliwka E. (red.), Pieniężno: Muzeum Misyjno-Etnograficzne Seminarium Duchownego Księży Werbistów, 1987, s. 9–15.
- hasła W: Encyklopedia Wrocławia, Harasimowicz J. (red.), wyd. 3, Wrocław: Wydawnictwo Dolnośląskie, 2006.
- Karaimy Pol'šy (wspólnie z Abkowicz A.). W: Sviatyni i problemy sohranenâ etnokultury krymskih karaimov — karaev, Ormeli V., Polkanova A., Polkanova T. (red.), Simferopol: Krymkarajlar 2008, s. 12–13.
- Karaimska antroponimia w XIX i XX w. w świetle ksiąg metrykalnych Karaimskiego Zarządu Duchownego w Trokach. W: Orientas Lietuvos Didžiosios Kunigaikštijos visuomenės tradicijoje: Totoriai ir Karaimai. Bairašauskaitė T. Kobeckaitė H., Miškinienė G. (red.), Vilnius: Vilniaus Universiteto Leidykla, 2008, s. 169—178.
- Karaimi i Wrocław. W: Oblicza Wrocławia. Historia, kultura, rozwój. Woźniakowski T. (red.), Wrocław: Via Nowa 2009, s. 141—143.
- Karaj jołłary = karaimskie drogi. Karaimi w dawnej fotografii. (opr. wspólnie z Sulimowicz A.), [Wrocław]: Bitik, 2010.
- Wrocławskie epizody karaimskie. w: Wybitni wrocławianie. T.3. Osobowości w historii miasta. Irena Lipman, Joanna Nowosielska- Sobiel, Grzegorz Strauhold (red.). Wrocław, 2010:DWN, s. 154—168.
- Karaimskie życie społeczne w Polsce po roku 1945. [W] «Karaimi», pod red. Beaty Machul-Telus, Warszawa, 2012: Wydawnictwo Sejmowe, 2012, 180—205.